# Cassida inopinata
Cassida inopinata es una especie de  coleóptero de la familia Chrysomelidae.
Fue descrita científicamente en 2006 por Sassi & Borowiec.